# Предраг Ћерамилац
Предраг Ћерамилац (Чачак, 3. фебруар 1944 — Београд, 12. децембар 2011) био је српски филмски и телевизијски глумац.

## Живот
Ћерамилац је 1962. године, награђен Златном ареном за дебитантску улогу у филму Саша, редитеља Раденка Остојића. После Златне арене у Пули снимио је још око 15 филмова, у којима је играо са великанима српског и југословенског глумишта — Душицом Жегарац, Радетом Марковићем, Мијом Алексићем, Петром Краљем, Божидарком Фрајт, Шпелом Розин и Јеленом Жигон. Средином седамдесетих појавио се у серији Отписани. Након тога је престао да се бави филмским послом. Завршио је Економски факултет поред глуме је радио и као економиста у шпедитерској фирми.
Убио се после тешке болести од рака плућа, тако што је скочио са седмог спрата зграде у Медаковић насељу где је живео.
Супруга му је била Ратиборка Ћерамилац.

## Филмографија
| Год.   | Назив                      | Улога       |
| ------ | -------------------------- | ----------- |
| 1960-е |                            |             |
| 1962.  | Коштана (ТВ)               |             |
| 1962.  | Саша                       | Миле Поп    |
| 1963.  | Две ноћи у једном дану     | Јован Гркић |
| 1964.  | Човек из храстове шуме     | Нине        |
| 1965.  | Денови на искушение        | Орце        |
| 1965.  | Лавиринт смрти             | Извиђач     |
| 1966.  | Рапсодија у црном          |             |
| 1967.  | Мементо                    | Гого        |
| 1967.  | Соледад                    | Миле        |
| 1968.  | Подне                      |             |
| 1970-е |                            |             |
| 1972.  | Погибија                   |             |
| 1973.  | Опасни сусрети (ТВ серија) |             |
| 1975.  | Отписани                   | Вајар       |

## Награде
Предраг Ћерамилац је на 9. Фестивалу југославенског филма у Пули 1962. године добио Златну арену за дебитантску улогу у филму Саша, режисера Раденка Остојића и незваничну награду Џејмса Дина.